# Cristina Murta
Cristina Murta (Buenos Aires, 26 de abril de 1946-Buenos Aires, 23 de mayo de 2025) fue una actriz y docente teatral argentina.

## Trabajos realizados

### Cine[1]
- 1974: La madre María, con Tita Merello.
- 1975: Mas allá del sol,
- 1980: Desde el abismo, como Elena
- 1984: Atrapadas, como la carcelera Galíndez; con Leonor Benedetto, Betiana Blum y Camila Perissé.
- 1986: De halcones y palomas (inédita); protagónico junto a Alberto Closas; guion y dirección de A. Cañizares
- 1986: Apenas reflejos (inédita); protagonizada junto a Ricardo Darín.
- 1988: La amiga, coproducción argentino-alemana, dirigida por Jeaninne Meerapfel, con Liv Ullmann, Cipe Lincovsky y Federico Luppi; como Mutter.
- 1999: Tres veranos, con guion y dirección de Raúl Tosso
- 2001: Legado, voz en off
- 2010: First mission, como Prudencia.
- 2010: Cuentos de la selva, como la voz de Lechuza.
- 2014: Historias de cronopios y famas, voz en off.
- 2018: Cor Jesús, como Próspera.

### Televisión[1]
- 1969: Yo compro esta mujer (serie), como Úrsula[4]
- 1970: Esta noche... miedo (serie), episodio «Castigo siniestro» (Canal 11), como Amanda
- 1970: Tomasa, la de San Telmo (Canal 13), como Mariana
- 1971: Así amaban los héroes (Canal 13), como Isabel
- 1972: La Novela Mensual (Canal 9).
- 1973: El alma encantada (Canal 9), como Nora
- 1973: Miedo a quererte (Canal 9), como Nanké
- 1973: Lo mejor de nuestra vida... nuestros hijos (Canal 9).
- 1973: Alta comedia, episodio «Memorias de una mala mujer» (Canal 9), como Agatha
- 1973: Proceso de una mujer libre (Canal 9), como una actriz
- 1974: El teatro de Jorge Salcedo, episodio «Sesteando» (Canal 11).
- 1974: El teatro de Jorge Salcedo, episodio «La modelo» (Canal 11).
- 1974: El teatro de Jorge Salcedo, episodio «En la pendiente» (Canal 11).
- 1974: El teatro de Jorge Salcedo, episodio «El puma de invierno» (Canal 11).
- 1974: Mujeres de mi patria, episodio «Niña querida» (Canal 9).
- 1974: Alta comedia, episodio «La muerte de un viajante» (Canal 9).
- 1975: Ayer fue mentira (Canal 9).
- 1976: El hombre que yo inventé (Canal 9).
- 1977: Pablo en nuestra piel (Canal 13), como María Amor.
- 1978: Vos y yo toda la vida, como Silvina Viale.
- 1979: Los especiales de ATC, episodio «El jugador» (ATC), como Alma.
- 1980/1981: Trampa para un soñador (Canal 9), como Elisa.
- 1981: El ciclo de Guillermo Brédeston y Nora Cárpena, episodio «Nadie cambió y cambió todo» (Canal 9), como Mirta.
- 1981: Las 24 horas, episodio «Veinticuatro horas antes de la realidad» (Canal 13), como Mabel
- 1981: Teatro de humor, episodio «El intruso es el bebé» (Canal 9), como Cristina
- 1981: Teatro de humor, episodio «Qué solo me dejaste» (Canal 9), como Alicia
- 1981: Teatro de humor, episodio «La mujer de papá» (Canal 9), como Gina
- 1981: Teatro de humor, episodio «El preferido» (Canal 9), como Marcela
- 1981: Teatro de humor, episodio «La cigüeña dijo sí» (Canal 9), como Pilar
- 1981: Teatro de humor, episodio «La virgencita de madera» (Canal 9), como Rosalía
- 1981: Teatro de humor, episodio «Es más lindo sin frazada» (Canal 9), como Beatriz
- 1981: Teatro de humor, episodio «La familia es un estorbo» (Canal 9), como Solita
- 1981: Teatro de humor, episodio «El premio de una mujer» (Canal 9), como Susana
- 1982: Teatro de humor, episodio «Soltero como un bebé» (Canal 9), como Mercedes
- 1982: Teatro de humor, episodio «Las polleras de papá» (Canal 9), como Rita
- 1982: Teatro de humor, episodio «El intruso es el bebé» (Canal 9), como Cristina
- 1982: Nosotros y los miedos, episodio «Miedo a los jóvenes» (Canal 9), como Claudia
- 1982: Nosotros y los miedos, episodio «Miedo a recomenzar» (Canal 9), como Adriana
- 1982: Nosotros y los miedos, episodio «Miedo a la traición» (Canal 9), como Silvana
- 1982: Nosotros y los miedos, episodio «Miedo a asumir las responsabilidades» (Canal 9), como Rita
- 1982: Nosotros y los miedos, episodio «Miedo a la violencia» (Canal 9), como Leonor
- 1982: Nosotros y los miedos, episodio «Miedo a la desilusión » (Canal 9).
- 1982: Nosotros y los miedos, episodio «Miedo a las culpas» (Canal 9), como Julieta
- 1982: Nosotros y los miedos, episodio «Miedo al abandono» (Canal 9), como Rita
- 1982: Nosotros y los miedos, episodio «Miedo a equivocarse» (Canal 9), como Cristina
- 1982: Nosotros y los miedos, episodio «Miedo a la injusticia» (Canal 9), como Zulna
- 1982: Nosotros y los miedos, episodio «Miedo a compartir» (Canal 9), como Marisa
- 1982: Nosotros y los miedos, episodio «Miedo al régimen» (Canal 9), como Marta
- 1982: Nosotros y los miedos, episodio «Miedo a afrontar» (Canal 9), como Elena
- 1982: Nosotros y los miedos, episodio «Miedo a los demás» (Canal 9), como Gaby
- 1982: Nosotros y los miedos, episodio «Miedo al análisis» (Canal 9), como Susana
- 1982: Nosotros y los miedos, episodio «Miedo a la infidelidad» (Canal 9), como Laura
- 1982: Nosotros y los miedos, episodio «Miedo al mundo» (Canal 9), como Adela
- 1982: Nosotros y los miedos, episodio «Miedo a cumplir con el deber» (Canal 9), como María Elena
- 1982: Nosotros y los miedos, episodio «Miedo a dar» (Canal 9), como Carmen
- 1982: Nosotros y los miedos, episodio «Miedo a decidir» (Canal 9), como Nora
- 1982: Nosotros y los miedos, episodio «Miedo a la paz» (Canal 9), como Adela
- 1982: Nosotros y los miedos, episodio «Miedo a ver» (Canal 9), como Elsa
- 1982: Nosotros y los miedos, episodio «Miedo a reintegrarse» (Canal 9), como Dra Funes
- 1982: Nosotros y los miedos, episodio «Miedo al cáncer» (Canal 9), como Gloria
- 1982: Los exclusivos del Nueve, episodio «Bajo la garra» (Canal 9), como Elena
- 1983: Nosotros y los miedos, episodio «Miedo a denunciar» (Canal 9), como Dora
- 1983: Nosotros y los miedos, episodio «Miedo a la realidad» (Canal 9), como Mónica
- 1983: Nosotros y los miedos, episodio «Miedo a la mediocridad» (Canal 9), como Susana
- 1984: Galas de teatro, episodio «Al sur» (Canal 11).
- Al sur (miniserie de Telefé, realizada en San Martín de los Andes).[5]
- 1984/1985: Los exclusivos del 11 (Canal 11).
- 1985: Marina de noche (Canal 13), como Marina
- 1985: Momento de incertidumbre, episodio «Herencia diabólica» (Canal 13).
- 1985: Momento de incertidumbre, episodio «Ensayo de muerte» (Canal 13).
- 1988: El burlador de Sevilla, de Tirso de Molina, dirigida por Adolfo Marsillac. Estrenada en el Festival de Teatro Clásico Europeo, en Almagro (España); presentada en Madrid.[5]
- Temporada en el Teatro Clásico de Madrid (España).[5]
- Temporada en el Teatro Lope de Vega, de Sevilla (España).[5]
- 1989: Hombres de ley (ATC)
- 1990/1991: Atreverse (Telefé).
- 1991: Manuela (Canal 13), como Mercedes
- 1992-1993: Buscavidas (serie de 26 capítulos, en el canal de televisión Antena 3 de Madrid, retransmitida por Telefé), con rol protagónico.
- Tres son multitud (serie para Telecinco España).
- 1994: Para toda la vida (miniserie de Telefé), de Diana Álvarez, como Ana; con Patricio Contreras; nominada para el premio Martín Fierro.
- 1995: Alta comedia, episodio «Mamiña» (Canal 9).
- 1996: Como pan caliente (Canal 13).
- 1996: Son cosas de novela (ATC).
- 1997: Hombre de mar (serie, Canal 13), como La Baska
- 1999: Mamitas (canal Azul), como la doctora Laura Gutiérrez (coprotagonista).
- 1999: Tres veranos.
- 2000: Homenaje Derechos Humanos.
- 2001: Un cortado, historias de café (serie por Canal 7).
- 2003: Rincón de Luz, como Ángela
- 2004: Locas de amor (serie, por Canal 13), como la doctora Liliana Paredes
- 2004: De la cama al living (serie por Canal 7).
- 2004: Epitafios (serie por HBO/Canal 13),[5] como la señora Mujica
- ¿Qué nos pasa, che? (ciclo por Canal 9).
- Teatro universal (ciclo).[5]
- Alberto Migré (ciclo por canales 9 y 13).[5]
- Abel Santa Cruz (ciclo por Canal 9).[5]
- Espectaculares (ciclo por Canal 7).[5]
- Situación límite (ciclo por Canal 7).
- 2011: Historias de la primera vez, episodio 11.º: «La primera vez que lloré» (América).
- 2015: Fábricas (miniserie argentina) (realizada en Tandil).

### Teatro[1][6]
- 1968: La verdad sospechosa.
- 1971: Sanseacabó (intérprete).
- 1981: El amor en pijama.
- 1984: Los miedos.
- 1984: No tengas miedo de abrir la puerta.
- 1989: El burlador de Sevilla (intérprete), de Tirso de Molina, dirigida por Adolfo Marsillac. Representada en España y Buenos Aires.
- 1991: Tamara, de John Krizanc, dirigida por Rafael López Miarnau y Julio Baccaro.
- 2002: Pienso... ¿para qué existo?, de Miguel A. Diani, dirigida por Claudio Gallardou.
- 2002: ¿El amor es para tanto? (ciclo Solomonólogos).
- 2003/2004: Eclipse de luna, de Beatriz Mosquera, dirigida por Daniel Marcove.
- 2010: Amor de historia (ciclo Radioteatro para aplaudir).

Otras obras
- Amor en pijama, de Abel Santa Cruz y J. Bellizi, dirigida por Diana Álvarez
- Ciclo de radioteatro Presentando autores, dirigido por Robertino Mosca sobre una idea y producción general del profesor Mont León, por la RTVE (en Madrid).
- Cuentos de nunca acabar, de Leda Valladares y Laura Saniez, dirigida por Laura Saniez.
- De Cezanne a Miró, experiencia colectiva.
- El manoseo, de Víctor Proncet, dirigida por Héctor Gióvine.
- El tema es el amor, de Alberto Migré, dirigida por Diana Álvarez
- Ella y yo, dos mujeres, de John F. Noonan, dirigida por Julio Baccaro.
- Equus, de Peter Shaffer, dirigida por A. García Bhur
- Las troyanas, de Jean Paul Sartre, dirigida por Osvaldo Bonnet
- No va más, la vida nos separa, de Jacobo Langsner, dirigida por Diana Álvarez, con Rita Cortese, Claudia Cárpena y Lucrecia Capello.[7]
- Nosotros y los miedos, de J. Maestro, dirigida por Diana Álvarez

## Premios[5]
- 1984: premio Estrella de Mar a la mejor actriz por la obra de teatro Nosotros y los miedos.
- 1990: premio María Guerrero a la mejor actriz por la obra de teatro Tamara, de John Krizanc (1956-).
- 1990: premio Molière a la mejor actriz, por la obra de teatro Tamara.
- 1990: premio Florencio Sánchez a la mejor actriz por Tamara.
- 1990: premio Trinidad Guevara a la mejor actriz por Tamara.